# 纯果乐

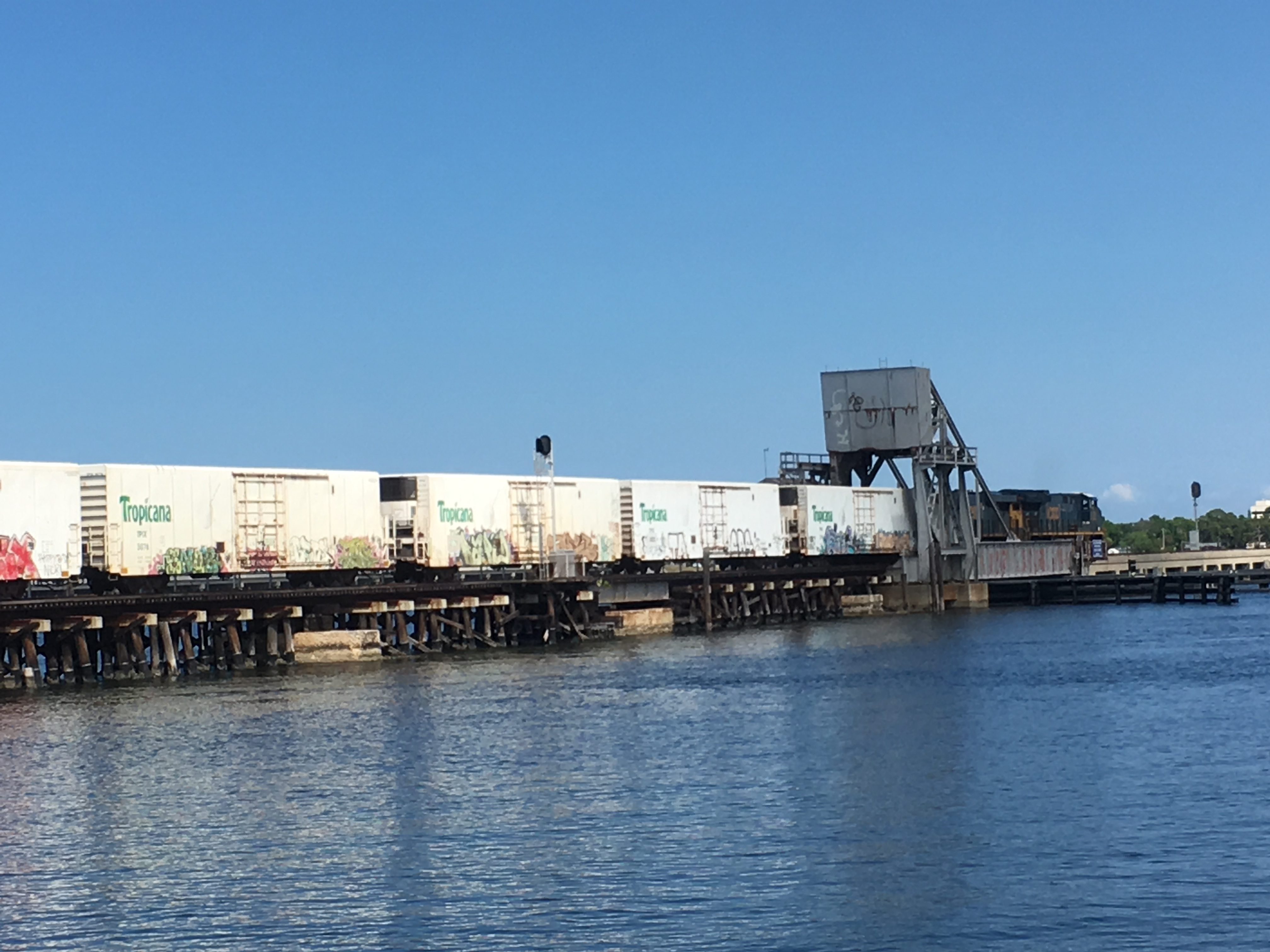
2018年，CSX将纯果乐果汁火车拉过佛罗里达州布雷登顿的海牛河大桥。

纯果乐（英語：Tropicana）是一家美国的饮料公司，主要生产各种果汁。由Anthony Talamo Rossi1947年于佛罗里达州布雷登顿创立。1998年由百事集团所收购。